# Бельцы-Сингурены
Аэродром Бельцы-Сингурены, также аэродром «Бельцы» — военный аэродром, действовавший в районе города Бельцы, Молдова, в 1940–1944-х годах.
Был расположен в селе Сингурены, севернее города. Являлся основным аэродромом региона в годы Второй Мировой войны в Молдове.

## История

### Довоенный и ранний советский период

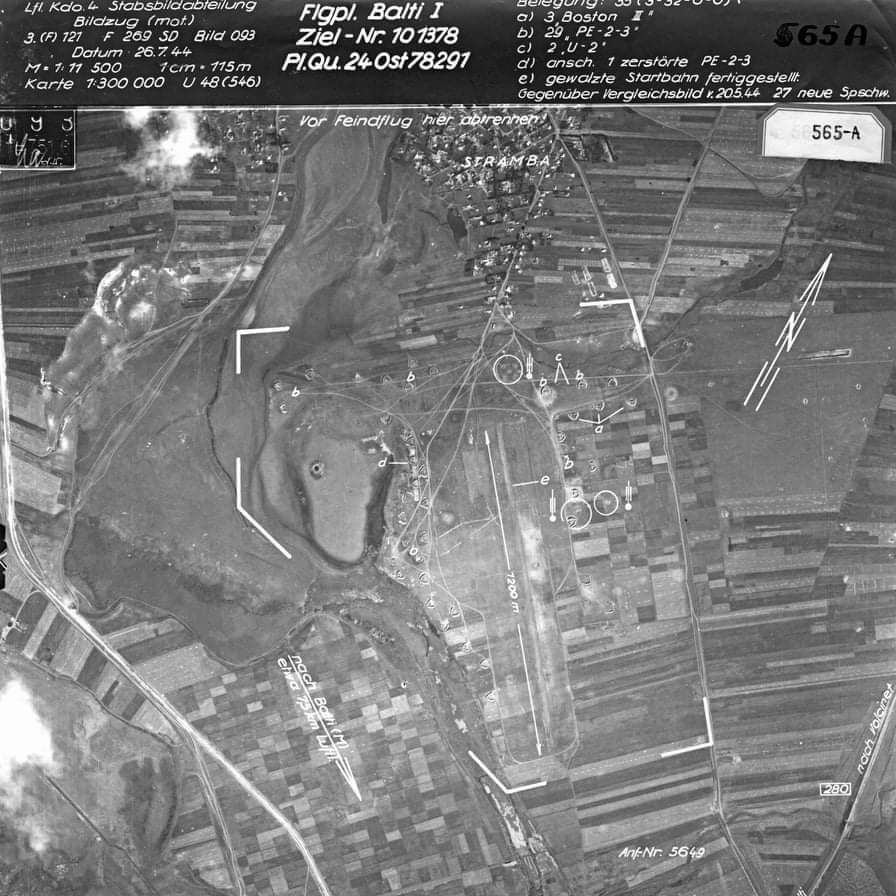
Аэрофотоснимок Люфтваффе 1944 года Бельцкого военного аэродрома, расположенного в Сингуренах

В течение Второй мировой войны основной воздушной военной базой Бессарабии и региона был Бельцкий аэродром в Сингуренах с 5 аэродромами подскока использованными ИАП-55 из которых 2 в МССР и 3 в УССР.
Аэродром использовался военными структурами СССР, Германи, Румынии и снова СССР. С 1940 по 1941 годы служил базой для советских лётчиков, в том числе и на полигоне на восточной окраине Бельц (сегодня Бельцы-Город.

### Вторая мировая война

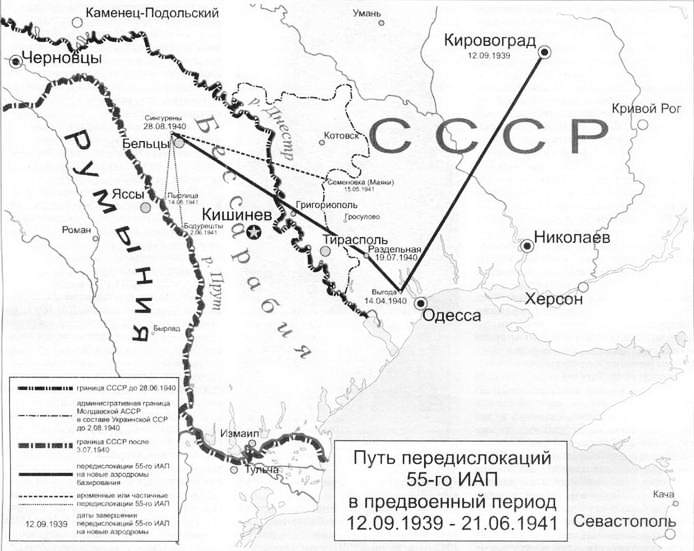
Передислокация ИАП-55 в аэродром Бельцы-Сингурены и аэродромы подскока аэродрома Бельцы-Сингурены между 12 сентября 1939 и 21 июня 1942

После аннексии Бессарабии и прибытия советских военно-воздушных сил в Бессарабию в 1940, местоположение аэродрома Бельцы-Сингурены было выбрано для главного военного аэродрома, а военный полигон на восточной окраине Бельц с его различными ВПП) служил как тренировочный военный авиационный полигон, в будущем ставший Аэропортом Бельцы-Город. Уже в 1940 началась подготовка для бетонирования основной ВПП на аэродроме Бельцы-Сингурены.
В 1941 аэродром Бельцы-Сингурены вернулся в юрисдикцию Румынии и на нём стали базироваться немецкие эскадрильи до 1944.
Военная история Аэродрома Бельцы-Сингурены начинается с того, что он, а также пять аэродромов подскока расположенные примерно в разных пригородах и Бельц и в более удаленных населениях,  в том числе в Семёновке и в Пырлице (рядом с молдавско-румынской границей в районе Унген), служили первоначальной основной базы для советских 55-го истребительного авиационного полка (28.08.1940 — 07.03.1942) / 16-го гвардейского истребительного авиационного полка (07.03.1942 — 10.04.1942), которые входили в состав 20-й советской смешанной авиационной дивизии во время Второй мировой войны. Советский авиационный полк переехал в Бельцы в 1940 году из Кировограда (Украина) после аннексии Бессарабии СССР. Трижды Герой Советского Союза Александр Покрышкин, дважды Герои Советского Союза Григорий Речкалов и Александр Клубов начали свой военный путь в этом полку, а также 17 лётчиков, которые стали Героями Советского Союза.
С немецкой стороны немецкие истребители из Kampfgeschwader 27 (бомбардировочная эскадра люфтваффе) принимали участие в атаках на Бельцы в июне 1941 и Kampfgeschwader 51, сформированный в Ландсберге-на-Лехе из Kampfgeschwader 255, которые размещались на разных аэродромах Бельц в период с июля 1941 года по октябрь 1941 года, а затем были расформированы в 1945 году.
С началом операции «Барбаросса» аэродром был захвачен немецкими войсками. 
На нём базировались эскадрильи Люфтваффе, в частности JG 77. 
Также сюда прилетала Белая эскадрилья, санитарное авиационное подразделение Румынии. 
Одной из его лётчиц была Надежда Руссо, первая женщина-пилот в Румынии русского происхождения.
Аэродром Бельцы (Бельцы-Сингурены) обслуживался 5 аэродромами подскока а также полигоном для военных учений ставшим в послевоенное время основным гражданским аэропортом Бельц до открытия Международного аэропорт Бельцы-Лядовены:
| Тип                                                 | Расположение          | Период               | Юрисдикция                                            |
| --------------------------------------------------- | --------------------- | -------------------- | ----------------------------------------------------- |
| военный (основная база Бельц)                       | Сингурены             | Вторая мировая война | СССР ( Молдавская ССР), Румыния и Нацистская Германия |
| 1 - военный (аэродром подскока основной базы Бельц) | Пырлица               | Вторая мировая война | СССР ( Молдавская ССР)                                |
| 2 - военный (аэродром подскока основной базы Бельц) | Болдурешты            | Вторая мировая война | СССР ( Молдавская ССР)                                |
| 3 - военный (аэродром подскока основной базы Бельц) | Маяки                 | Вторая мировая война | СССР ( Украинская ССР)                                |
| 4 - военный (аэродром подскока основной базы Бельц) | Семёновка             | Вторая мировая война | СССР ( Украинская ССР)                                |
| 5 - военный (аэродром подскока основной базы Бельц) | Йосиповка             | Вторая мировая война | СССР ( Украинская ССР)                                |
| учебный полигон                                     | Аэропорт Бельцы-Город | Вторая мировая война | СССР ( Молдавская ССР)                                |

Укладка бетонных плит на взлётно-посадочной полосе в аэродроме Бельцы-Сингурены началось при советской юрисдикции, когда началась Вторая мировая война, однако строительные работы не были закончены, так как началась война. В мае — июне 1941 года учебной базой базировавшихся в Бельцах советских авиационных полков стали Маяки в Красноокнянском районе Одесской области на Украине. До Второй мировой войны И-153 и И-16 эксплуатировались из Аэродрома Бельцы-Сингурены с авиационными военными учениями проходившими на территории военного полигона ставшего впоследствии Аэропортом Бельцы Город. К 22 июня 1941 года на Аэродроме Бельцы Сингурены эксплуатировалось 54 самолёта И-153 и И-16, а также 62 самолёта МиГ-3, которые могли обслуживать 22 пилота из 70 имеющихся.
Большую часть 1941 года авиационный полк воевал с использованием И-153 и И-16, а до ноября 1942 года — Миг-3 и И-16. С апреля по сентябрь 1942 года в полку была одна эскадрилья, оснащённая Як-1. С ноября 1942 года полк начал использовать Bell P-39 Airacobra вплоть до конца Второй мировой войны.
С марта 1942 года полк входил в состав советских ВВС 18-й армии Южного фронта, в частности в составе 216-го истребительного авиационного полка и 9-го гвардейского истребительного авиационного полка.
В то время как немецкие воздушные силы размещались на аэродромах Бельц, такие самолёты, как Messerschmitt Bf.109, Junkers Ju 88, эксплуатировались из Аэродрома Бельцы-Сингурены. Один из наиболее результативных немецких пилотов из Jagdgeschwader 77 (JG 77) обер-фельдфебель Рудольф Шмидт был ранен в воздушных боях над Бельцами.
В 1944, после возвращения военно-воздушных сил РККА в Бельцы, из Бельц был совершён перелёт Бельцы-Бари группой из 12 самолётов Як-9ДД в Италию, которые эскортировали самолёты Douglas A-20 Havoc («Бостон», «Хэвок») также из Бельц в Бари и являлись одной из самых известных машин среди поставлявшихся по ленд-лизу. Самолёты Як-9ДД (дальнего действия) были истребителями с увеличенным запасом горючего и являлись модификацией серийных Як-9Д и Як-9Т с двигателем ВК-105ПФ. ОКБ производило их в связи с появившейся в 1944 г. необходимостью получить истребитель с ещё более увеличенной, чем в Як-9Д, дальностью полёта, способный выполнять задачи сопровождения бомбардировщиков при их действиях по глубоким тылам противника. В связи со значительным увеличением размера бензобаков и запаса горючего (по сравнению с Як-9Д более чем на 30 %) дальность и продолжительность полёта существенно возросли. Дальность полёта до полного выгорания горючего на высоте 1000 м на 0,9 максимальной скорости увеличилась до 1325 км, а на наивыгоднейшем режиме — до 2285 км. Продолжительность полёта увеличилась соответственно до 2 час 22 мин и 6 час 31 мин (на 26 % больше, чем у Як-9Д). Большая дальность и продолжительность полёта позволяли использовать Як-9ДД как истребитель сопровождения, а также для самостоятельного выполнения специальных задач в тылу противника. Модификация произведена ОКБ в апреле 1944 г. согласно постановлению ГКО от 20 февраля 1944 г. Государственные испытания проходили в НИИ ВВС с 24 июля по 2 августа 1944 г. (лётчики П. М. Стефановский, Ю. А. Антипов, ведущий инженер М. А. Пронин). Як-9ДД выпускался серийно с мая 1944 г. по сентябрь 1945 г. Всего построено 399 самолётов.
Як-9ДД истребители дальнего действия в группе из 12 самолётов этого типа в августе 1944 г. под командованием майора И. И. Овчаренко, совершили без подвесных бензобаков беспосадочный перелёт Бельцы-Бари (Италия) протяжённостью 1300 км для оказания помощи Народно-освободительной армии Югославии. Лидером был бомбардировщик «Бостон», ведомый опытным лётчиком-испытателем НИИ ВВС М. А. Нюхтиковым. Этот перелёт и последующая работа по сопровождению транспортных самолётов С-47 на освобождённую партизанами территорию Югославии продемонстрировали высокие эксплуатационные и лётные качества Як-9ДД. За весь период пребывания в Бари не было отмечено ни одного случая поломки или отказа в работе самолёта, хотя в каждом боевом вылете (а их было 155) приходилось дважды пересекать Адриатическое море, проходя над водной поверхностью от 400 до 600 км, и совершать посадки на расположенные среди высоких гор площадки ограниченных размеров при сильном боковом и даже попутном ветре. В 1944 г. Як-9ДД успешно использовался для эскортирования бомбардировщиков Boeing B-17 Flying Fortress и Consolidated B-24 Liberator, совершавших челночные полёты на цели в Румынии без посадки из Полтавы (Украина) в Бари (Италия). Як-9ДД на высотах до 3000 — 4000 м по скорости и манёвру превосходил базировавшиеся на аэродроме Бари английские и американские истребители — Hawker Tempest I, Supermarine Spitfire Mk.IX, Bell P-63 Kingcobra, Curtiss P-40 Kittyhawk, Republic P-47 Thunderbolt и др. Самолёты Як-9ДД сопровождая транспортные самолёты Douglas C-47 Skytrain из Бельц летали в Бари для точечной поддержки Тито в Югославии на освобождённой территории югославскими партизанами. По некоторым данным после выполнения каждой миссии возвращались из Бари обратно в Бельцы, по другим данным самолёты из Бельц базировались в Бари долгосрочно. В каждом из 155 боевых вылетов приходилось дважды пересекать Адриатику.

### Уязвимость аэродрома Бельцы-Сингурены
Александр Покрышкин описывает уязвимость аэродрома Бельцы-Сингурены в своей книге «Познать себя в бою» на примере бензохранилища. Покрышкин описывает аэродром Бельцы-Сингурены как небезопасный: бензоцистерны находились на возвышенности и были окрашены в белый цвет, что делало их очень заметными с воздуха. Он отмечает, что при налёте аэродром легко мог быть уничтожен полностью, особенно с учётом того, что туда сосредоточили весь полк и его технику: “Это были бензосклады на бугре, около аэродрома. Выкрашенные в белый цвет, чтобы уменьшить испарение горючего, цистерны выделялись на зеленом фоне местности ярким пятном, были заметными издалека. Видно, работникам авиационного тыла, проявляющим заботу о горючем, не пришла мысль о необходимости укрыть под землю баки или замаскировать их. Мы не раз говорили на совещаниях, что в случае нанесения удара по аэродрому все запасы горючего взлетят на воздух”.
Покрышкин также отмечает, что влажная, рыхлая почва весной делала использование грунтовых полос Бельцы-Сингурен крайне затруднительным — самолеты “зарывались”, происходили поломки шасси, и только бетонные аэродромы обеспечивали надежность полётов.
Григорий Речкалов описывает, как аэродром Бельцы-Сингурены подвергся разрушительным налётам: “Свой аэродром с воздуха не узнаю — всюду чернеют воронки от бомб. В одной из них торчит исковерканный МиГ».
В описании Речкалова и Покрышкина перелётов и боевых условий подчёркивается важность естественной маскировки и использования рельефа — посадка среди полей, в укрытиях, использование ночи и погодных условий для защиты.

### После войны
После завершения войны аэродром был закрыт. Его территория не использовалась в дальнейшем для авиационных нужд и перешла к культивированию сельского хозяйства.
С 1950-х годов функции 1) гражданской авиации перешли к аэропорту Бельцы-Город (бывший полигон), а с 1987 года — к международному аэропорту Бельцы-Лядовены в Корлэтены и 2) военной авиации к аэродрому Маркулешты в селе Лунга расположенному вдоль реки Реут, на менее низкой высоте чем Бельцы-Сингурены, за городом Бельцы и с холмами вокруг аэродрома Маркулешт до 300 метров высоты.

## Значение
Аэродром в Сингуренах был стратегически важным объектом в первой половине XX века и сыграл роль как в боевых действиях, так и в санитарной авиации. 
Он является важной страницей в истории молдавской авиации.